# William Garrett
William Garrett (Belfast, 31 agosto 1991) è un ex calciatore nordirlandese, di ruolo difensore.

## Carriera
Il 1º luglio 2013 viene acquistato a titolo definitivo dalla squadra nordirlandese del Glentoran.

## Palmarès

### Club

#### Competizioni nazionali
- Irish Cup: 2

Glentoran: 2014-2015 2019-2020
- IFA Charity Shield: 1

Glentoran: 2015